# Sparky Marcus
Sparky Marcus, eigentlich Marcus Issoglio, (* 6. Dezember 1967 in Hollywood) ist ein US-amerikanischer Schauspieler und Kinderstar.

## Leben
Marcus erlangte internationalen Bekanntheitsgrad durch die Rolle des Leslie Ogilvie in der US-TV-Serie Die Bären sind los. Zuvor hatte er in seiner Heimat bereits an einigen TV-Produktionen mitgewirkt. Es folgten bis 1984 zahlreiche weitere Auftritte in Serien und Filmen, unter anderem auch als Sprecher.